# Traction de pierre

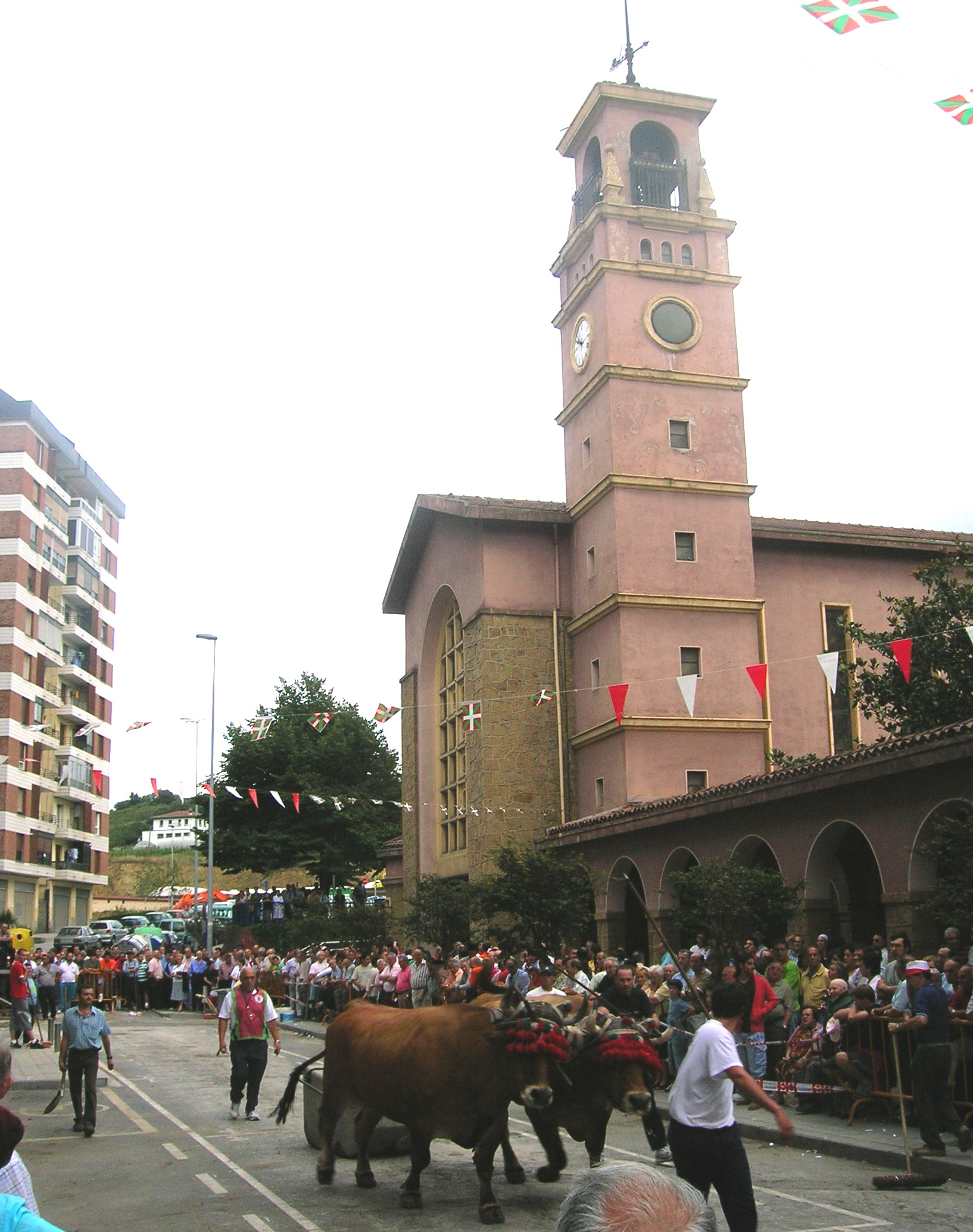
Idi probak à Astrabudua (Erandio)

La traction de pierre est un sport rural très répandu au Pays basque, particulièrement dans les disciplines de la traction de pierre par des bœufs (idi dema ou idi proba), bien qu'aient lieu aussi des compétitions de traction de pierre par des hommes (gizon proba), par des ânes (asto-proba), par des mulets (mando-proba) ou par des chevaux (zaldi-proba).

## Traction de pierre par des bœufs
La traction de pierre par des bœufs est un sport dans lequel une paire de bœufs attelés guidée par un guide d'attelage (idi probalari) doit entraîner sur une place ou une enceinte aménagée à ce propos, une pierre qui peut avoir un poids variable entre 1 500 kg et 4 000 kg. Est vainqueur le guide d'attelage qui obtient que ses bœufs parcourent la plus grande distance en un temps préétabli à l'avance.

## Origine
Les bœufs ont été utilisés comme animaux de trait dans les fermes basques pendant de nombreuses années, dû au fait que ces animaux s'adaptaient mieux à l'orographie que les mulets ou les chevaux.
L'origine de ces tractions pourrait être le travail dans les carrières, où les pierres obtenues dans les souffles étaient travaillées brutement in situ, pour ensuite être entraînées par des bœufs jusqu'au lieu où elles allaient être transportées. Comme dans tant d'autres sports ruraux, le travail s'est transformé en compétition. Anciennement, les propriétaires des bœufs s'affrontaient en pariant de grandes sommes d'argent, de terres, bétail… De nos jours les propriétaires prennent part aux expositions dans les festivités populaires ou dans les compétitions régionales dans lesquelles on gagne beaucoup d'argent.

## Les bœufs
Les taureaux sont castrés avant l'âge de un an. Normalement, les gardiens basques les acquièrent déjà inaptes pour la procréation. Le poids du bœuf utilisé dans les épreuves de traction peut varier entre 500 et 700 kilogrammes, rendant dans quelques cas une surcharge sur la pierre en fonction du poids de l'animal. Avec les travaux de la ferme, on fait marcher quotidiennement le bœuf de compétition par la montagne. De temps à autre on fait un essai de traction pour que le bœuf ne perde pas l'habitude.

## La pierre

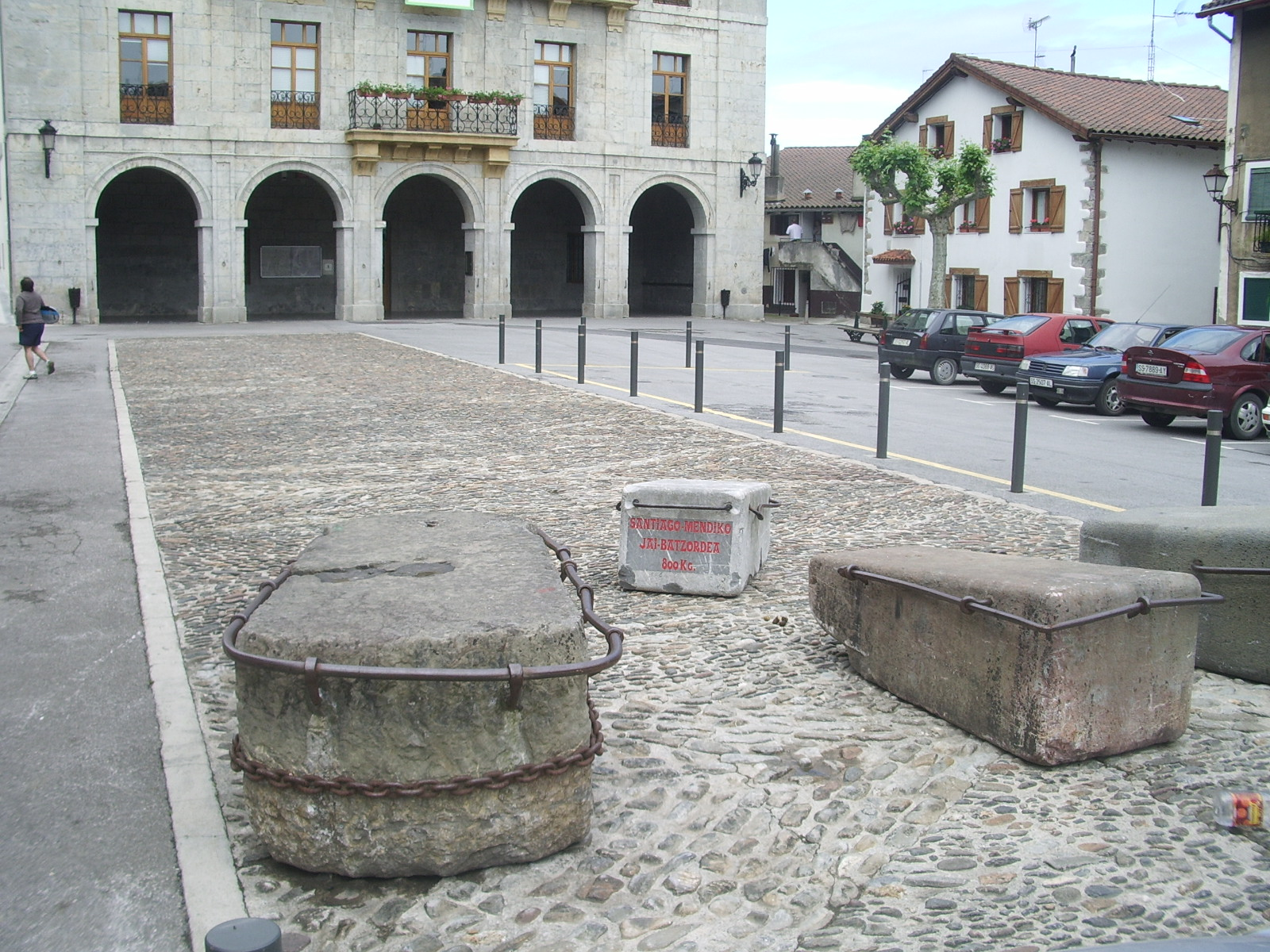
Différents types de pierres sur la place de la ville d'Astigarraga.

La forme des pierres est rectangulaire, légèrement plus étroite dans sa face antérieure, dans laquelle on a creusé un orifice pour fixer la chaîne. Son poids varie beaucoup, oscillant entre les 1 500 et 4 000 kilogrammes. Par exemple, la pierre de Tolosa pèse 4 000 kilogrammes, celle de Gernika 4 500 et celle de Mungia 4 700. Dans le probadero (site de l'épreuve) municipal de Berriatua il en existe une de 5 250 kilogrammes, qui ne se pratique plus depuis 1950. Dans les défis l'emploi de grandes pierres est plus fréquent. Dans les concours on choisit une pierre plus petite, le spectacle gagnant en visibilité, le parcours étant plus rapide. Il est généralement habituel que les pierres soient exposées dans les places publiques et font partie du mobilier urbain.

## La place

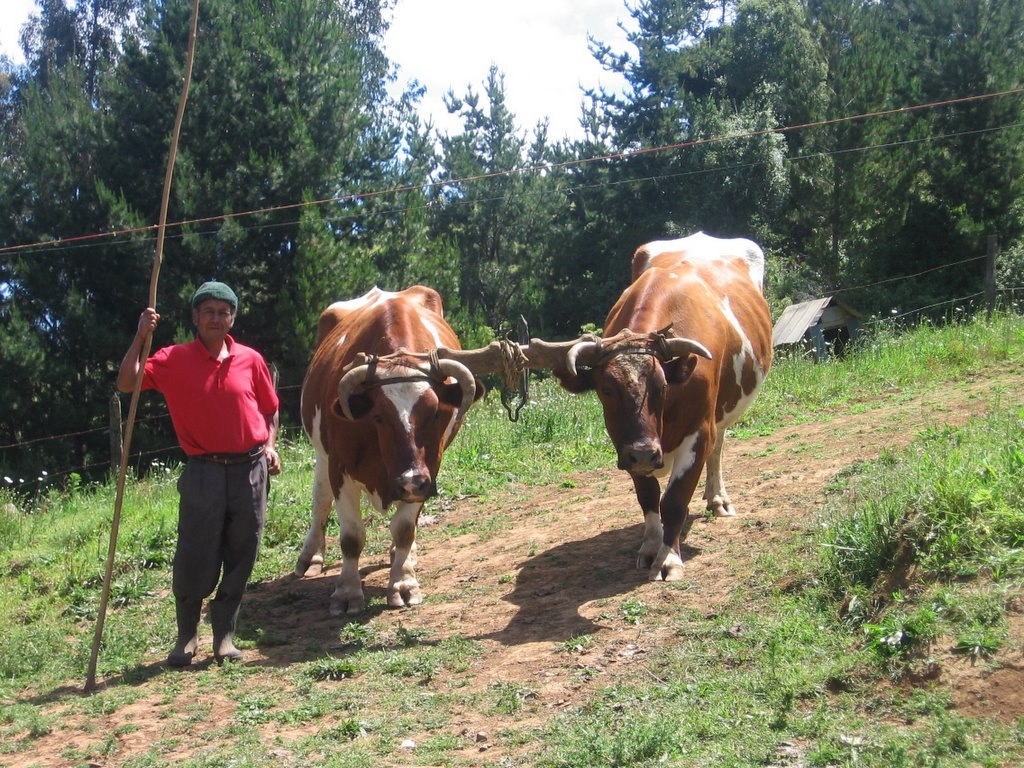
Attelage de bœufs unis par un joug.
Photographie réalisée à Carahue, Chili.

La pierre est tractée sur une piste formée par des galets, car l'irrégularité du sol évite que les bœufs glissent continuellement. La longueur des places varie selon les localités, oscillant entre 22 et 28 mètres. Les tractions se pratiquaient anciennement dans une rue ou une place du village aux caractéristiques adéquates. De nos jours les défis font place aux concours et aux championnats. Ce ne sont déjà pas deux attelages qui ont des prix, mais plusieurs paires. On requiert alors des lieux spécialement dotés pour accueillir le public, comme les arènes, frontons couverts, ou enceintes spécifiques pour ces épreuves (appelés probaleku).

## Les arreadores ou Akullaris
Le bœuf seul, ou attelé, est aidé et éperonné par les arreadores. Son nombre dépend des conditions fixées dans le pari ou, dans les concours, de ce qu'indique le règlement. Ses méthodes ont été sensiblement atténuées avec l'adoption de mesures embarquées à éviter le maltraitance de l'animal. En basque on les connaît comme akullaris, par la baguette de bois ou akullu qu'ils emploient.

## L'épreuve
Elle consiste à faire le maximum de distance en un temps donné. Pour la fixation des conditions le pari ou le concours le poids des bœufs est important. Quand un joug dépasse le poids plafond permis (fixé à environ 1 100 kilogrammes) la pierre reçoit une surcharge de 1,5 kg par kg de surpoids. Le juge procède au tirage au sort. L'ordre de départ est donné avec un coup de sifflet. Les bouviers et arreadores essayent de doser l'effort des bœufs depuis le début sans les épuiser. Ils essayeront aussi que la pierre ne s'arrête pas à mi place car l'effort est plus important qu'au départ. Et, surtout, ils doivent éviter que la pierre sorte de la bande qui indique la largeur de la place, parce qu'ils doivent retourner la pierre à la limite où a été commis la faute. Une fois dépassé le temps établi (normalement 30 minutes) les juges mesurent la distance parcourue qui est donnée dans des places, rubans et centimètres. Les tractions peuvent être généralement en solitaire ou par des paires, selon le nombre de bœufs participant.

## La polémique
La compétitivité entre les participants et les paris ont favorisé l'arrivée des substances dopantes aux tractions, ce qui, ajouté au harcèlement dont souffraient les bêtes par les azuzadores pour augmenter leur rendement, a durci la réglementation. Ainsi, en Biscaye on a établi des contrôles antidopage en 1997. En 2005 on a approuvé, en outre, un nouveau décret statutaire qui établissait les sanctions et créait la présence du vétérinaire officiel, représentant de la supervision des tractions. Bien qu'en 2005 on n'ait détecté aucun cas positif en Biscaye, en 2006 il y a eu 4 cas, et on a suspendu deux épreuves pour maltraitance.